# 137 км (зупинний пункт, Дніпровська дирекція Придніпровської залізниці)
137 кіломе́тр — пасажирський залізничний зупинний пункт Дніпровської дирекції Придніпровської залізниці на неелектрифікованій лінії Самар-Дніпровський — Леб'яже між станціями Кільчень (9 км) та Перещепине (10 км). Розташований на півночі селища Миролюбівка Самарівського району Дніпропетровської області.

## Пасажирське сполучення
На платформі 137 км щоденно зупиняються дві пари приміських поїздів сполученням Дніпро — Берестин.